# Les Grosses Têtes
Les Grosses Têtes és un programa humorístic i cultural emès a RTL, creat par Roger Krecher i Jean Farran, director dels programes de RTL en 1977. El programa s'emet cada dia a les emissores de ràdio RTL i Bel RTL, i reprès a la televisió per Paris Première. Espectacle insígnia de RTL, ha estatanimat durant 37 anys per Philippe Bouvard (de 1977 a 2014), i per Christophe Dechavanne durant uns mesos, entre finals d'agost i desembre del 2000. L'espectacle és ara animat per Laurent Ruquier després del seu retorn el 2014.

## Característiques

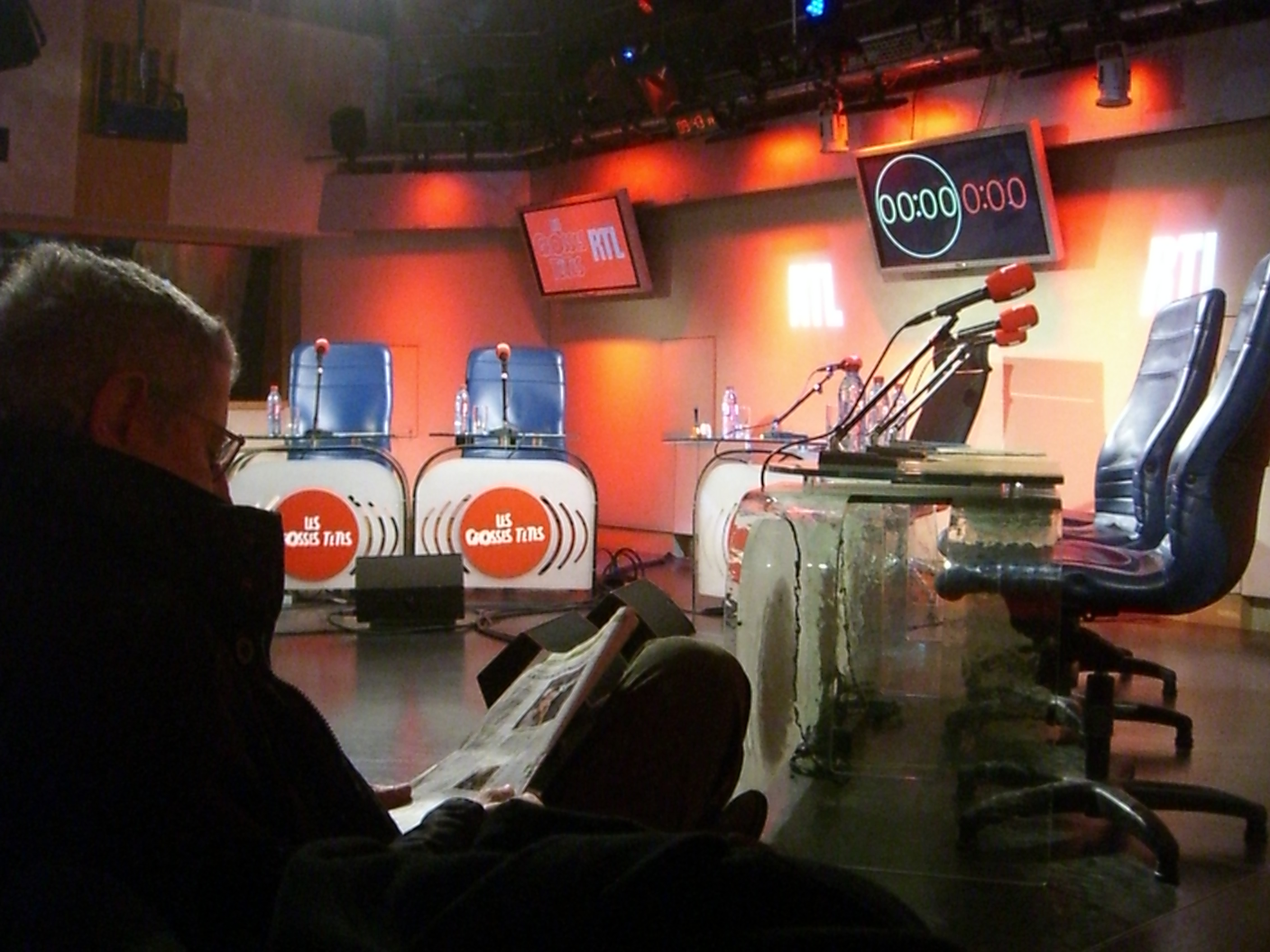
El plató.

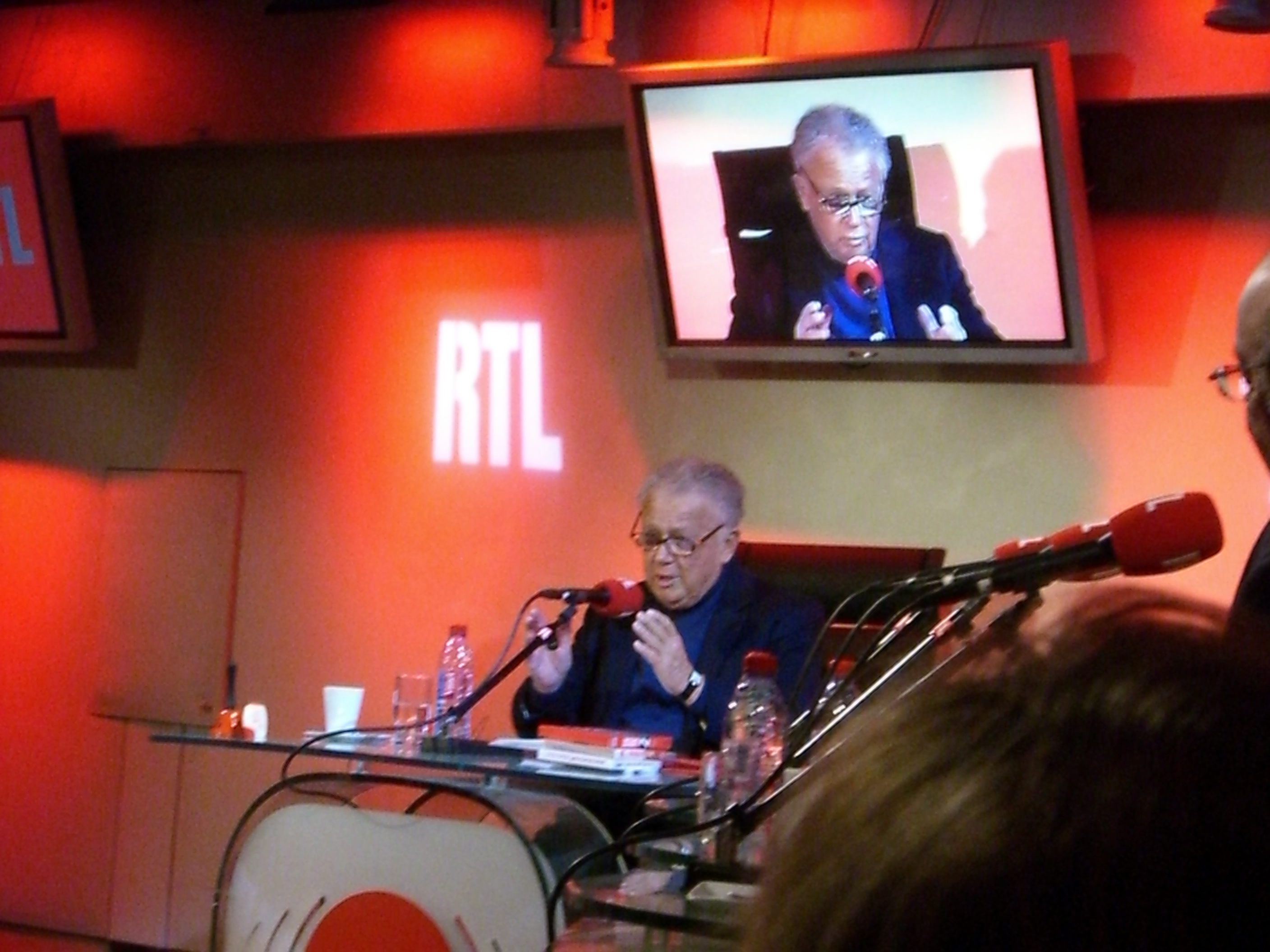
Philippe Bouvard.

### Joc de preguntes
L'emissió Les Grosses Têtes prové d'un antic programa de ràdio abans i després de la guerra anomenat Les Incollables, presentat per Robert Beauvais. Consistia en fer preguntes de cultura general a un grup reduït de convidats, escollits pel seu humor i sentit de la repartició. Els convidats interrogaven l'animador per orientar-se.
El concepte principal del programa conté preguntes proposades pel públic, entre les quals hi ha diversos fidels: Laure Leprieur d'Agon-Coutainville, Willy Latré de Sart-lez-Spa, l'abat Pierlot de Méaulte, Mikolajek de Reims, així com Schraen de Dunkerque, que envien la majoria de preguntes que els poden fer guanyar 300 francs, augmentats després a 500, després a 1.000 i finalment a 2.000 francs abans de l'arribada de l'euro s els convidats troben la resposta en el temps previst.
Les altres preguntes les proposen els assistents de l'emissió i es plantegen com si provinguessin d'oients que portaven noms fantàstics, com ara Mme Bellepaire de Loches, M. Sapan d'Houilles, M. Legrand d'Angers, M. Givet de Spa, Mme Boileau d'Évian, M. Jules d'Aurenja, Mme Pleine de Grassa, Mme Lafille de Garches, Mme Touffu de Lamotte, Mme Mauri de Seta, Mme Lenvie de Besiers (qui es trasllada a Gagny i després torna a Besiers a l'inici de 2009).

### Enregistrament de l'emissió
L'emissió es grava al matí els dies laborables i sovint tracta temes d'actualitat. Els programes es registren de dos en dos, els dilluns, dimarts i dimecres o els dilluns i dimecres des del 2006. Del 2008 al 2014, el programa del dia anterior es torna a retransmetre de 3 a 4 del matí i com a bonificació, RTL afegeix mitja hora de Grosses Têtes «a la nit del temps » de 4 h a 4 h 30, retransmissions de la gènesi de l'espectacle (des de 1980). Durant uns anys, Les Grosses Têtes va marxar de París per emetre a les regions. Els enregistraments tenen lloc als estudis RTL situats a la rue Bayard fins al 2018, i el 1985 emigren al saló Vendôme de l'Hôtel George-V i al théâtre de la Porte-Saint-Martin. Des del mes d'abril de 2018, el programa s'ha gravat al nou local de RTL, a Neuilly-sur-Seine.

### Composició de l'equip
L'equip està format per 4 membres, a vegades 5 del 1977 al 2000. Quan Philippe Bouvard va tornar el 26 de febrer del 2001, l'espectacle va innovar acollint un convidat d'honor. Des del 2014, hi ha sis membres en cada emissió.

### Temes
Emesa entre les 16 i les 18 hores, l'espectacle es divideix, entre juliol de 2006 i 2014, en un quart d'actualitat, un quart de preguntes culturals o similars (sovint difícils), un quart d'elements externs amb trucades de telèfon i una quarta part dels convidats d'honor amanits amb bromes.
El programa comença i acaba amb una cita de la que s'ha d'endevinar l'autor (sovint Alphonse Allais, Tristan Bernard, Sacha Guitry, Woody Allen, Pierre Desproges, Jean Yanne, Michel Audiard, Oscar Wilde, etc.).
Des de la temporada 2010 fins al 2014, l'emissió del dimecres Les Grosses têtes en folie, és un programa sense convidat d'honor durant el qual els membres discuteixen lliurement sobre un tema determinat mentre responen a preguntes de cultura. general.
Entre els temes recurrents, hi ha fins al 2010 l'auditeur du bout du monde on Philippe Bouvard dona la paraula a un oient instal·lat a un país estranger, la honte de l'invité d'honneur, le premier baiser o la visite médicale (el setembre de 2011). L'entrevista del convidat d'honor té lloc durant la garde à ouïe (fins al 2009), la visite chez le dentiste (2009-2010), la partie de tennis (2010-2012), visite médicale (2011) i a l'inici del 2012, les preguntes són efectuades pels presentadors a la baraque foraine. Del novembre del 2012 al 2014, aquestes fórmules estan subjectes a l'elecció del convidat. Un altre apartat important és l'invité surprise durant el qual una personalitat intervé per telèfon o al plató.
En la temporada 2012-2013, cada programa acull un « auditeur d'honneur » que obté un diploma amb el mateix nom. L'any següent apareix el Grosse Tête d'honneur, antic membre o convidat d'honor que torna a la programació per a un programa.
Des del 2014 els membres acullen, al final de l'espectacle, l'invité mystère, és a dir una personalitat (cantant, actor, escriptor, etc.) de la qual han de descobrir la identitat mitjançant preguntes que puguin preguntar-li i que faci indicacions sonores i musicals.

## Membres actuals del programa
| - Jacques Balutin (des de 1977) - Jacques Mailhot (1983, des de 1997) - Bernard Mabille (1985 / 1991-1992, des de 2001) - Chantal Ladesou (des de 2010) - Jean-Jacques Peroni (des de 1998) - Laurent Baffie (1992-1993 / 1998-1999, des de 2013) - Isabelle Alonso (1996-2000, des de 2014) - Pierre Bénichou (1999-2000, des de 2014) - Michèle Bernier (1984, des de 2014) - Jean-Pierre Coffe (1986-2010, des de 2014) - Christophe Dechavanne (2000, des de 2015) - Arielle Dombasle (des de gener de 2016) - Michel Drucker (des de 2014) - Danièle Évenou (des de 2014) - Fabrice (2001-2002, des de 2014) - Sophie Garel (1982, des de 2014) | - Marie Laforêt (1990, des de 2014) - Isabelle Mergault (1988-2000, des de 2014) - Claude Sarraute (1984-1995, des de 2014) - Roger Zabel (80') (des de 2014) - Thierry Ardisson (des de 2014) - Guy Carlier (des de 2014) - Caroline Diament (des de 2014) - Fabrice Eboué (des de 2014) - Florian Gazan (des de 2014) - Philippe Geluck (des de 2014) - Franz-Olivier Giesbert (des de 2014) - Marcela Iacub (des de 2014) - Amanda Sthers (des de 2014) - Titoff (des de 2014) - Christophe Beaugrand (des de 2014) | - Steevy Boulay (des de 2014) - Christine Bravo (des de 2014) - François-Henri Désérable (des de 2014) - Yann Moix (des de 2014) - Cristiana Reali (des de 2014) - Paul Wermus (des de 2014) - Baptiste Lecaplain (des de 2014) - Arnaud Ducret (des de 2014) - Karine Lemarchand (des de 2014) - Bérengère Krief (des de 2014) - Jean-Luc Moreau (des de 2014) - Christine Ockrent (des de 2015) - Mustapha El Atrassi (des de 2015) - Norbert Tarayre (des de 2015) - Éric Thomas (des de 2015) - Gérard Louvin (des de 2015) |